# Terra Galega
Terra Galega és una coalició de partits polítics nacionalistes gallecs de centredreta que es va formar el 4 de novembre de 2005, encara que estava registrada des de maig d'aquest any. La formen el Centre Democràtic Independent (CDI), Iniciativa Galega, Coalició Gallega, Unidade por Narón i algunes altres petites forces locals que en el moment de la constitució de la coalició sumaven 4 alcaldes i 64 regidors en 32 municipis gallecs.

## Història
Va celebrar el seu congrés constituent el 20 de maig de 2006 amb la participació de 500 compromissaris que van escollir Pablo Padín, ex conseller de sanitat de la Xunta de Galícia, com a president i Xoán Gato, alcalde de la localitat corunyesa de Narón, com a coordinador general. A l'octubre de 2006 Unión Ourensana es va integrar en Terra Galega, així com sis dels dotze regidors del Partit Popular a Arteixo.
Terra Galega va obtenir el 2,05% dels vots a les eleccions municipals de 2007 en el conjunt de Galícia el que es va traduir en 69 regidors en 29 municipis, sent la quarta força política de la comunitat. Va ser també la força més votada en tres municipis (Narón i Neda, en la comarca de Ferrolterra, i Os Blancos, a Ourense) Després de la constitució dels ajuntaments, Terra Galega va accedir a l'ajuntament a Neda, Narón, Valdoviño i Os Blancos.
El 12 de juliol de 2008 es va celebrar o el seu II Congrés, en el qual Pablo Padín va ser reelegit com a president i Xermán Tobío va ser escollit nou secretari general. No obstant això, Xoán Gato va impugnar el Congrés judicialment i va aconseguir que, el 23 d'agost següent, els acords presos al congrés fossin suspesos de forma cautelar, amb el que va recuperar el seu càrrec de coordinador general, sent reposada tota la direcció rellevada al congrés. Des de llavors, ambdues faccions pugnen per arrogar-se la representació de Terra Galega, havent expulsat ambdues als dirigents de la facció contrària.
Xoán Gato va ser proclamat, el gener de 2009, candidat de Terra Galega a la presidència de la Junta de Galícia en les eleccions de març. Per la seva part, la facció de Padín havia anunciat la seva aliança amb el Partido Galeguista. Aquesta es va concretar el gener de 2009, amb el nom de Máis Galicia, amb Xermán Tobío com a candidat.
En relació amb el conflicte entre ambdues faccions, es va fixar el judici pel 9 de març. Prèviament, la junta electoral va determinar amb quin nom concorre cadascuna de les faccions a les eleccions, deixant finalment el de Terra Galega per a la facció de Xoán Gato.
En les eleccions al Parlament de Galícia de l'1 de març de 2009 Terra Galega va obtenir 18.726 vots, un 1,13% del total. Es va convertir així en la cinquena força política en importància després de PPdeG, PSdeG-PSOE, BNG i UPyD, sense aconseguir representació. Máis Galicia va obtenir resultats bastant pitjors quedant-se en amb prou feines 923 vots (0,06%).
Finalment, el Jutjat de Primera Instància número 3 de Santiago va desestimar al març de 2009 la demanda de Xoán Gato i va confirmar la direcció triada al congrés de juliol, amb el que Gato i els seus seguidors van ser expulsats del partit. L'any 2010, Xoán Gato va anunciar la creació d'un nou partit, Converxencia Galega.
En agost de 2012 s'anuncià la seva associació amb Compromiso por Galicia (CxG) de cara les eleccions al Parlament de Galícia de 2012, amb la possibilitat d'integrar-s'hi en el futur. tanmateix, després de les mals resultats electorals d'aquesta coalició, se'n va desvincular al novembre d'aquest any. Tot i això, Coalició Gallega decidí romandre dins de CxG, deslligant-se de Terra Galega.

## Controvèrsia

### Corrupció
El partit ha estat des dels seus orígens esquitxat per diversos casos de corrupció relacionats amb l'urbanisme, entre les quals destaquen les que tenen a veure amb el Concello de Narón, comptant amb diverses imputacions, entre les quals destaquen les de l'anterior alcalde, Xoan Gato, així com la de l'alcalde actual, José Manuel Blanco, que ha estat imputat per casos de corrupció urbanística en diverses dotzenes de vegades.

### Clientelisme
A més dels seus problemes amb la justícia, la història de TEGA ha estat lligada a l'adjudicació de places a familiars i reunits de simpatitzants, copant per complet ajuntaments sencers amb personal afí
mitjançant la manipulació d'oposicions, o ometent el concurs públic de les places, atorgant-les a dit. Destaca també per l'abús de les subvencions nominatives, utilitzades per pagar o castigar el suport polític d'associacions i societats locals. Aquestes subvencions han rebut múltiples crítiques, tant per part d'òrgans de control com per part dels clubs castigats.